# 櫟社
櫟社創立於1902年，與瀛社、南社同為臺灣日治時期三大詩社，在三大詩社中最具批判性格與抗議精神，由臺灣中部的古典詩人所組成，並與台灣文化協會皆以霧峰林家做為活動中心。該社由林癡仙創社，傅復澄拓展規模，林獻堂聚結文友，三人貢獻尤大。櫟社的集會所之一「瑾園」建築尚佇立在台中市東區的大智路與忠孝路口附近。

## 緣起
大日本帝國在鎮撫武裝反日運動的同時，對於具有漢民族主義思想的文人，臺灣總督府舉行揚文會、饗老典等活動，藉以尊重漢文化手段，籠絡臺灣士紳，又允許成立詩社，成為詩人寄託心曲的場所，而櫟社則是其中最著名者。

## 社名
1902年傅復澄、林癡仙、林幼春、賴紹堯等人成立櫟社，社名取意：「學非世用，是為棄材；心若死灰，是為朽木。今夫櫟，不材之木也，吾以為幟焉。」

## 沿革

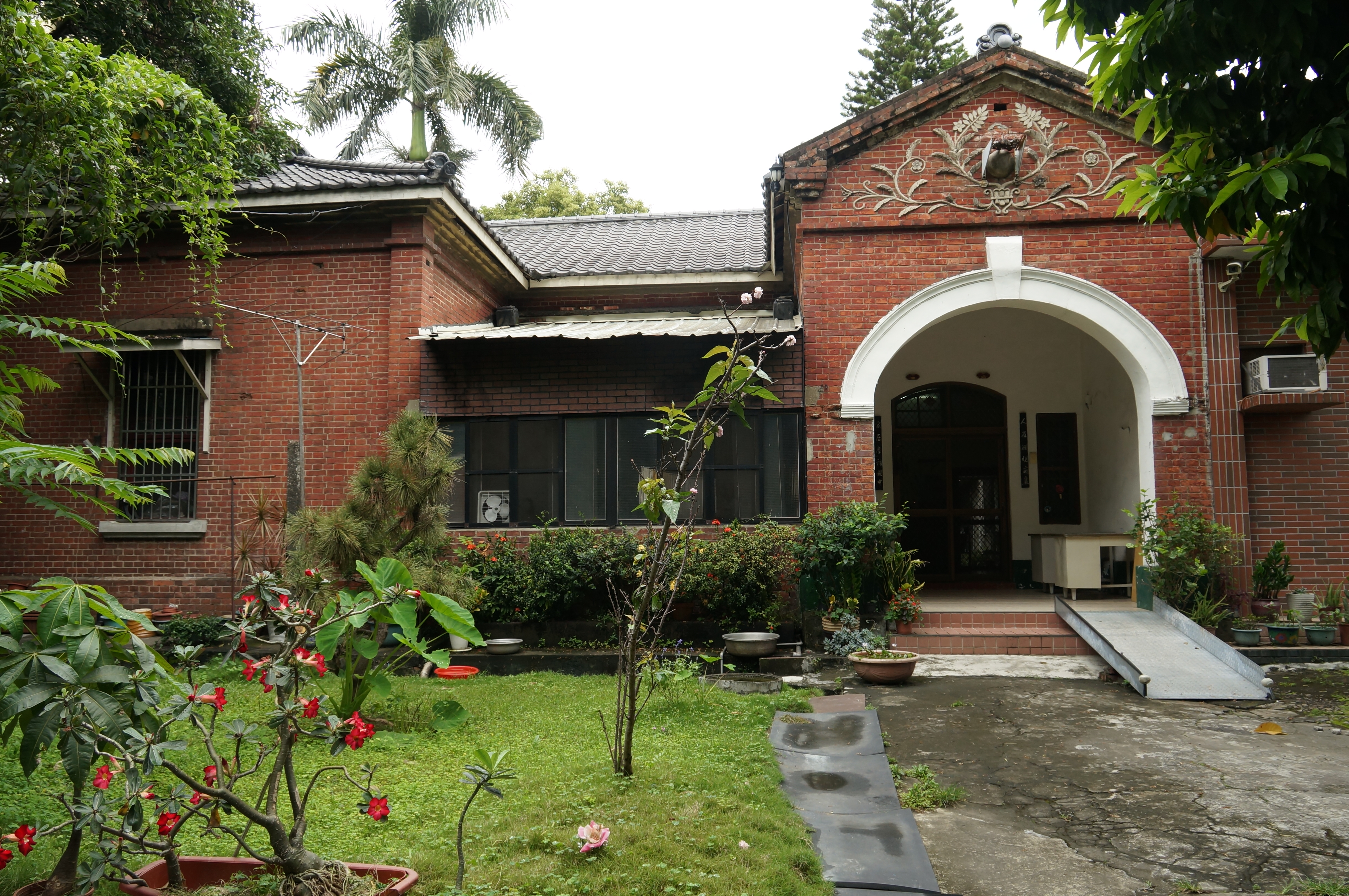
林子瑾故居瑾園，曾是櫟社的集會所

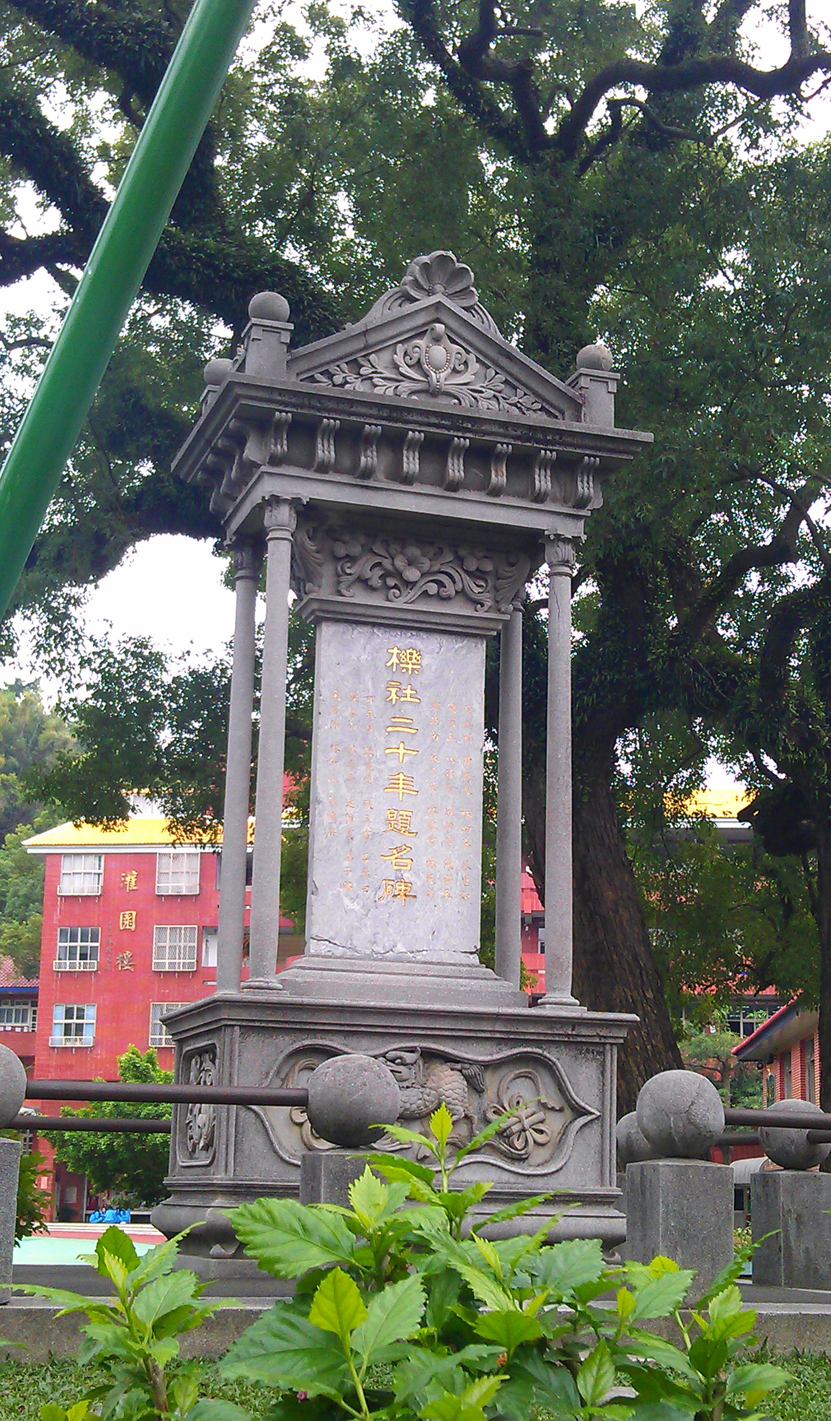
櫟社二十年題名碑（臺中市霧峰區林家宅園）

1902年霧峰林癡仙（俊堂）、林南強（幼春）、燕霧大莊（於燕霧上堡）賴悔之（紹堯）三子始結詩社，名之曰櫟；嗣而同聲相應者，有苑裡蔡啟運（振豐）、房裡陳滄玉（瑚）、三角仔呂厚庵（敦禮）、鹿港慶昌陳槐庭（懷澄）、牛罵頭陳基六（錫金）諸子。春秋佳日，會集一堂；擊缽分箋，互相酬倡。3月4日蔡啟運、呂厚庵、賴悔之、陳滄玉、林癡仙、陳槐庭、林南強及霧峰林壺隱（仲衡）、校栗林傅鶴亭（錫祺）等9人集于臺中林季商之瑞軒，撮影以為紀念；後以來會者為創立者，定櫟社規則17條。
1910年4月23日庚戌春會在台中舉行，出席包括社員20人、全台各地文人30餘位。
1911年林子瑾加盟為櫟社社友。同年粵東名士梁任公（啟超）、湯覺頓（叡）、啟超之女梁令嫻女士等遊臺，櫟社開會歡迎他們。4月2日會於瑞軒，社友12人、來賓12人，社友為啟運、灌園、南強、伊若、槐庭、旭東、悔之、卿淇、聯玉、大智、子材、蘊白、少舲、滄玉、癡仙、望洋、雅堂、篤軒、升三、鶴亭等於臺中公園物產陳列館前攝影留念；梁啟超並題字贈予林子瑾。
1918年基六、惠如與其鄉友創吟社鰲西吟社，惠如倡開櫟、鼇聯合會。9月20日，會于鼇峰惠如之伯仲樓，櫟社社友11人，即基六、卿淇、滄玉、少舲、聯玉、望洋、南強、伊若、槐庭、鶴亭及主人惠如等；是會決議四項，作決議錄，席上惠如深慨漢文將絕於本島，倡議設法維持。（按臺灣文社之設立，即胚胎於此會)
1919年6月14日至15日，櫟社會於臺中大智之瑾園，先是臺灣文社成立，基六、滄玉、灌園、南強、惠如、槐庭、少舲、聯玉、伊若、大智、望洋、鶴亭等12人以創立者而為理事，本日即櫟社總會兼臺灣文社理事會；櫟社改社則18條為26條，作會議錄，選任南強、槐庭、灌園、少舲、滄玉、大智等6名為櫟社理事，頒會則及會議錄于諸社友。
1920年1月31日至2月2日，立春七日萊園紅梅正開，櫟社開觀梅會，來會者：升三、卿淇、滄玉、少舲、沁園、大智、南強、壺隱、太嶽、望洋、豁軒、肖峰、子昭、子材、鶴亭及主人灌園等16人；擊缽吟因元賞題為「空氣枕」，次「折梅」、次「火山」，次分詠格詩鐘「寫真」、「馬」；2月1日紀念撮影。
1920年9月27日櫟社會於臺中大智之瑾園，社友出席者：升三、卿淇、蓮溪、守拙、枕山、壺隱、少舲、灌園、太嶽、豁軒、南強、肖峰、子昭、大智、鶴亭等15人，鶴亭報告自1月至8月之收支決算後，即商議辛酉二十周年祝賀及紀念事，議決右開四項：第一，辛酉秋季開成立二十周年祝賀會。第二，選刊社員詩集。第三，發行社員紀念章。第四，立紀念碑於霧峰之萊園。；事務分擔亦議定：林子瑾負責辦理紀念章及紀年碑文書字。
1921年6月18日至20日櫟社會於臺中大智之瑾園，出席者社友13人，即基六、升三、笏山、少舲、沁園、子材、大智、南強、太嶽、灌園、豁軒、望洋、子昭等；來賓為王石鵬、王竹修、王達德、黃爾璿、蔡梓舟諸氏。詩題有「啖荔枝」、「瑾園聽雨」等。先是，各交宿題之「田橫」詠史詩，選取後，乃擊缽。越二十日，散會。
1922年10月8日午後4時櫟社在霧峰萊園題名碑前舉行「櫟社二十年題名碑」落成典禮。碑為南強撰記、大智書石。

## 會員
1. 林癡仙，名朝崧，創社人。
2. 林幼春，名資修，字南強，創社人。
3. 賴紹堯，[7]創社人。
4. 呂敦禮，1906年正式成立的九人之一，也是最早過世的社員。
5. 連雅堂[8]。後因作《臺灣阿片特許問題》，鼓吹鴉片益處，並說先民靠著吸鴉片抵抗瘟疫，被開除會員資格。
6. 傅復澄，字錫祺，社長，拓展規模
7. 林獻堂，名朝琛，號灌園，協助聚結文友。
8. 蔡子昭
9. 陳滄玉
10. 陳聯玉
11. 陳懷澄[9]
12. 蔡惠如[10]
13. 張麗俊[11]
14. 林子瑾1911年加入櫟社，曾任理事、公選幹事，後因與同姓女子結婚，1930年被認作退社。
15. 吳子瑜[12]
16. 王學潛
17. 蔡啟運[13]

## 詩社出版書目
1924年，該社整理詩友32人，617首作品，出版《櫟社第一集》。
1931年《櫟社沿革志略》出版。
1933年《無悶草堂詩存》出版並至林癡仙墓前舉行「墓告禮」。
1943年，該社編《櫟社第二集》遭日本統治當局以「內容多與現下非常時局不合」而禁止發行。

## 引用來源
1. ↑  . 臺灣大百科全書.   [2023-06-06].
2. ↑  .   [2023-06-06]. （原始内容存档于2023-06-06）.
3. 1 2  . 1931.
4. ↑  . 1931.
5. ↑  廖, 振富. . 臺北市: 國立編譯館. : 9.
6. 1 2 3 4 5 6  傅, 錫祺. . 臺北市: 臺灣銀行經濟研究室. 1962: 12–20,45–46.
7. ↑  . 國家文化記憶庫.   [2023-06-06].
8. ↑  施懿琳. . 臺灣大百科全書.   [2023-06-06].
9. ↑  李昭容. . TBDB.   [2023-06-06].
10. ↑  江佳瑾. . 臺灣大百科全書.   [2023-06-06].
11. ↑  林上玉. . 《民生報》. 2003-08-07 （中文（臺灣））.
12. ↑  故事編輯部. . 故事. 2015年1月14日  [2016年8月28日]. （原始内容存档于2016年2月29日） （中文（臺灣））. 理事會於3月13日在霧峰林幼春家中舉行，出席成員包括社長傅錫祺、林獻堂、林幼春、陳槐庭、莊太岳、鄭汝南、吳子瑜、王石鵬、蔡子昭、張棟梁等10人。
13. ↑  吳青霞. . 臺灣文學館線上資料平台.   [2023-06-06].
14. ↑  張惟智. . 臺灣文學館線上資料平台.   [2023-06-06].
15. ↑  張惟智. . 臺灣文學館線上資料平台.   [2023-06-05]. （原始内容存档于2023-06-07）.

## 資料取材
- 施懿琳撰，節錄自許雪姬總策畫：《臺灣歷史辭典》，頁1341。

## 延伸閱讀

### 專書
- 傅錫祺，《櫟社沿革志略》，1931
- 廖振富，《櫟社研究新論》台北：鼎文書局股份有限公司，2006年。 ISBN 986-0045-66-6
- 王國璠、高志彬與黃哲永主編，《臺灣先賢詩文集彙刊》台北：龍文出版社股份有限公司，2001年。ISBN 957-8988-91-5

### 專書論文
- 廖振富，2005，〈論連橫與櫟社之互動與決裂－兼論櫟社「抗日屬性」之再評估〉，《2005台中學研討會論文集－文采風流》，頁23~77，台中市文化局出版，ISBN 986-003-051-0
- 廖振富，2004，〈櫟社與鹿港之淵源及其相關作品探析〉，《2004年彰化研究兩岸學術研討會－鹿港研究論文集》，頁99~126，彰化縣文化局出版，ISBN 957-019-331-X
- 廖振富，2004，〈日治時期台灣監獄文學探析--以林幼春、蔡惠如、蔣渭水「治警事件」相關作品為例〉，收入許俊雅主編《台灣古典文學評論合集》，頁485~555，萬卷樓圖書公司，2004 年11月出版，ISBN 957-739-503-1。又收入謝金蓉編著《蔡惠如和他的時代》，頁121~190，台灣大學出版中心出版，2005年6月，ISBN 986-00-1580-5。

### 期刊論文
- 廖振富，〈日治時期台灣古典詩中的劉銘傳－以櫟社徵詩（1912）作品為主的討論〉，《東海大學文學院學報》45卷，2004，頁179~222。
- 顧敏耀，〈創作空間與文學地景——櫟社‧萊園‧梁啟超〉，《臺灣文學評論》，第11卷1期，2011年1月，頁44-56。
- 顧敏耀，〈吾臺詩學日東升，櫟社第一負盛名——關於櫟社之成立及其影響〉，《東海大學圖書館館刊》，第49期，2020年1月,頁34-37。
- 廖振富，〈百年風騷，誰主浮沉？- 二十世紀台灣兩大傳統詩社：櫟社、瀛社之對照觀察〉，《台灣文學研究學報》，第9期，2009年10月，頁205~248。

### 研討會論文
- 廖振富，2006〈皇民化浪潮下的文化抵抗策略－論太平洋戰爭（1941~1945）期間的櫟社活動〉，「皇民化與台灣」台日學術研討會，台南：長榮大學台灣研究所、日本拓殖大學主辦